# Геланор
Геланор (грец. Gelanor) — син Стенела, аргоський владар. Коли Данай прибув з Єгипту в Аргос, Г. віддав йому свою царську владу. Есхіл у «Благальницях» не згадує цього імені.